# Mangeront-ils ?
Mangeront-ils ? est une comédie en 2 actes et en alexandrins de Victor Hugo qui fait partie du recueil Théâtre en liberté.      

## Personnages
- Zineb : sorcière
- Le roi de l'île de Man
- Mess Tityrus : conseiller et flutiste du roi
- Aïrolo : voleur
- Lady Janet : épouse de Lord Slada, cousine du roi et convoitée par lui
- Lord Slada : époux de Lady Janet et cousin du roi

## Résumé
Dans le lointain passé médiéval, sur l’île de Man, le roi et sa suite poursuivent Lord Slada qui s’est enfui avec Lady Janet dont le roi s’est épris. Les amoureux se sont cachés dans une église au milieu d’un cloître, au fond d’une forêt. Là, vivent également deux proscrits : la sorcière Zineb et le voleur Aïrolo. Depuis trois jours, les amoureux ne peuvent ni boire ni manger car dans ce cloître, la végétation est vénéneuse et les rivières sont empoisonnées… Aïrolo, un voleur vagabond plein de jovialité, décide de les aider. Il sait qu’il risque d’être pendu par le roi, et est effectivement trouvé par ses gardes. Mais comme la sorcière a prédit au monarque superstitieux qu’il mourrait juste après Aïrolo, il ne peut que céder au chantage du vagabond. A la fin de la pièce, ce dernier réussit à nommer Lord Slada roi en criant à la foule que le roi abdique. Celui-ci tente bien de rétablir la vérité, mais son peuple ne l'entend pas.      

## Mises en scène notables
- 1970 : mise en scène Jean Guichard, Festival de la Baule
- 1972 : mise en scène Mario Franceschi, Festival du Marais
- 1985 : mise en scène Bernard Jenny, Le maillon à Strasbourg et septembre artistique à Nancy
- 2013 : mise en scène Laurent Pelly, TN de Toulouse

## Filmographie
- 1957 : réalisation de Jean Kerchbron